# Senat der Vereinigten Staaten
Der Senat der Vereinigten Staaten (englisch United States Senate) ist neben dem Repräsentantenhaus eine der beiden Kammern des Kongresses der Vereinigten Staaten, eines Zweikammer-Parlaments (Bikameralismus) nach britischer Tradition. Die Bezeichnung leitet sich vom Römischen Senat ab, der Sitz befindet sich im Nordflügel des Kapitols in Washington, D.C.
Der Senat ist seit 1789 eine permanente Institution zur Repräsentation der Bundesstaaten, deren Einrichtung in Artikel 1 der Verfassung der Vereinigten Staaten festgelegt ist. Jeder der 50 Bundesstaaten ist im Senat durch zwei Senatoren vertreten. Sie vertreten jeweils den gesamten Staat und werden dort durch allgemeine Mehrheitswahl bestimmt. Bis zur Verabschiedung des 17. Verfassungszusatzes im Jahr 1913 wurden die Mitglieder durch Bundesstaatsparlamente ausgewählt. Die Senatoren amtieren sechs Jahre. Sie sind möglichst gleichmäßig in drei Klassen aufgeteilt (derzeit zwei Klassen mit je 33 Senatoren und eine Klasse mit 34 Senatoren), die reihum alle zwei Jahre durch Wahlen neu bestimmt werden. Hierdurch wird bei jeder Wahl also ungefähr ein Drittel des Senats neu gewählt. Da der Bundesdistrikt (der District of Columbia mit der Bundeshauptstadt Washington) und die Außengebiete keine Bundesstaaten sind, sind sie nicht im Senat vertreten. Anders als im Repräsentantenhaus gibt es auch keine symbolische Vertretung durch nicht stimmberechtigte Delegierte.
Im politischen System der USA ist der Senat maßgeblich an der Gesetzgebung beteiligt und hat wichtige Kontrollfunktionen gegenüber dem Präsidenten. Darunter fallen die Ratifizierung internationaler Verträge, ein Mitspracherecht bei der Ernennung hoher Richter und Regierungsmitarbeiter und das Amtsenthebungsverfahren, in dem der Senat die Rolle des Gerichts einnimmt. Der Senat wählt im Ausnahmefall den Vizepräsidenten der Vereinigten Staaten, sofern das Wahlleutekollegium zu keiner Entscheidung kommt. Der Vizepräsident ist auch der Präsident des Senats mit fast ausschließlich repräsentativer Funktion; seine Stimme zählt nur im Fall des Gleichstands bei einer Abstimmung. Für die Zeit seiner Abwesenheit wählt der Senat einen Präsidenten pro tempore, üblicherweise das dienstälteste Mitglied der Mehrheitsfraktion.
Ohne verfassungsmäßig festgeschrieben zu sein, hat sich zu Beginn des 20. Jahrhunderts die Wahl von Parteiführern im Senat etabliert, die als Mehrheits- und Minderheitsführer jeweils eine der beiden großen Fraktionen im Zweiparteiensystem anführen, das seit Mitte des 19. Jahrhunderts aus Republikanern und Demokraten besteht. Der Senat wurde als deliberatives Organ konzipiert und lässt seinen einzelnen Mitgliedern einen relativ großen politischen Freiraum ohne Fraktionszwang; immer wieder gibt es parteiunabhängige Senatoren. Diese schließen sich üblicherweise einer Fraktion an, um bei der Besetzung der Fachausschüsse berücksichtigt zu werden, in denen die legislative Arbeit vorbereitet wird und die grundsätzlich nach Seniorität arbeiten.

## Sitz

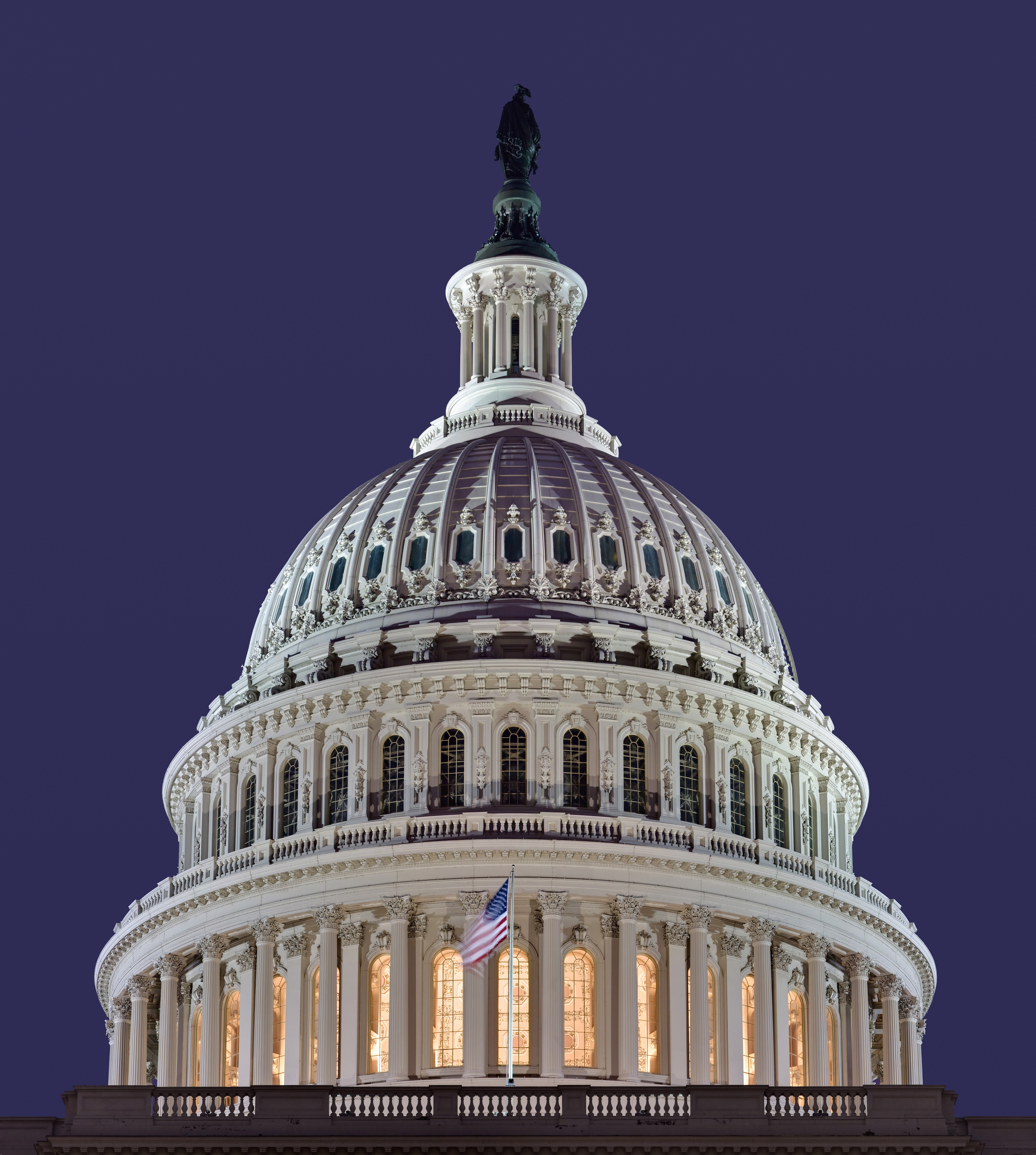
Kuppel des Kapitols

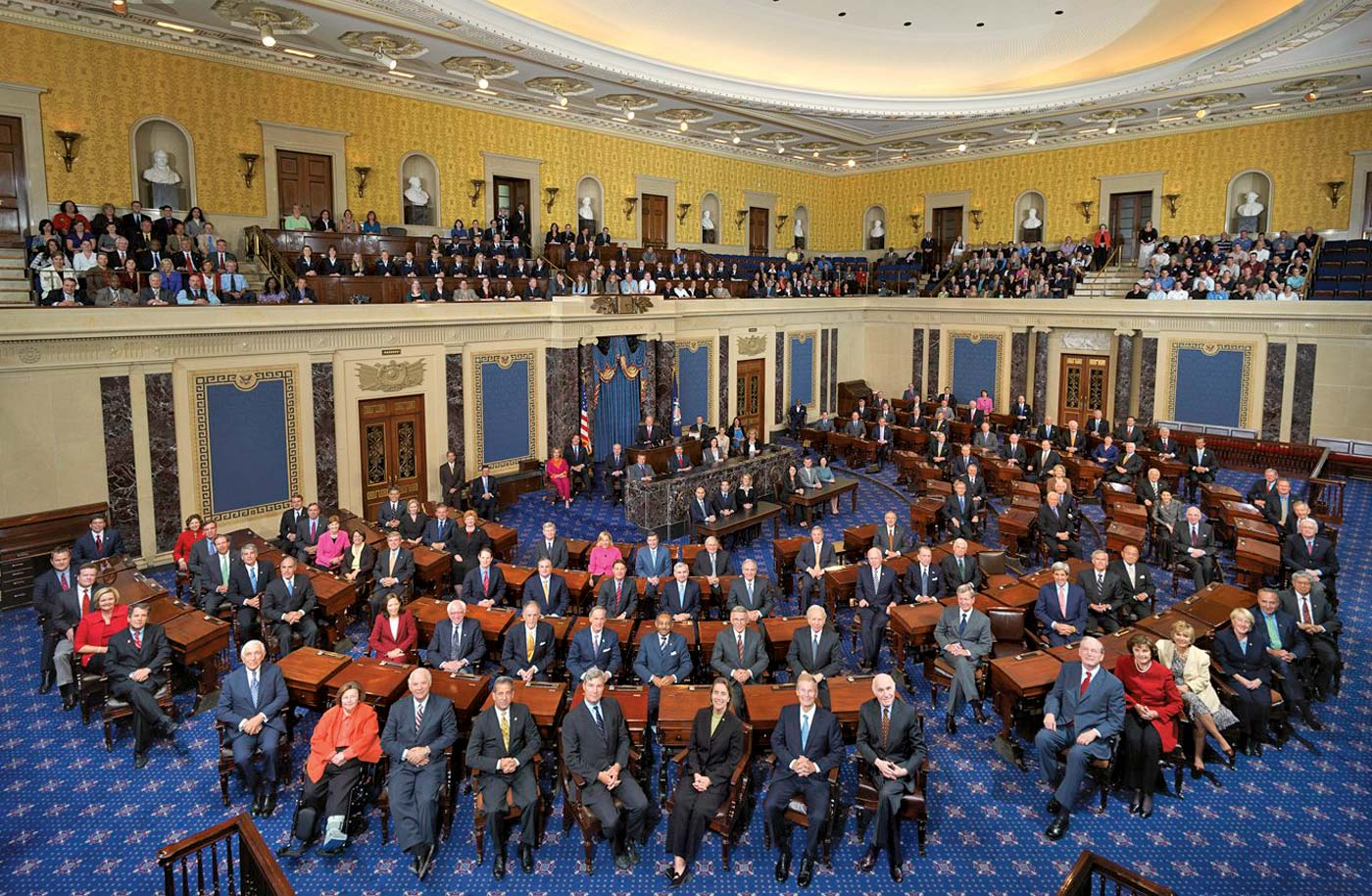
Senatsplenum (Gruppenbild 2010)

Der Senat tagt im nördlichen Flügel des Kapitols in Washington, D.C. Auf einem Podium an der Stirnseite des Plenarsaales befindet sich der Sitz des Senatspräsidenten. Etwas unterhalb vor ihm, aber ebenfalls noch auf dem Podium, sitzen Protokollführer und andere Angestellte des Senats. Vor ihnen stehen zwei Rednerpulte, von denen aus die Senatoren zum Plenum sprechen. Im Saal stehen, dem Senatspräsidenten und den Rednerpulten zugewandt, 100 Schreibtische in mehreren Reihen in Halbkreisform, die durch einen zentralen Gang getrennt werden. Der Tradition gemäß sitzen die Demokraten – vom Sitzungspräsidenten aus gesehen – auf der rechten Seite des Saals und die Republikaner auf der linken. Die Vergabe der Schreibtische erfolgt nach dem Anciennitätsprinzip, d. h. dienstältere Senatoren dürfen sich ihren Sitz zuerst aussuchen. Die Fraktionsführer haben aber auf jeden Fall einen Sitz in der ersten Reihe.
Die Innenausstattung ist seit langem unverändert: Nachdem das Mobiliar im Britisch-Amerikanischen Krieg von 1812 zerstört worden war, wurde der Großteil der heute vorhandenen Schreibtische im Jahre 1819 angeschafft. Nur für die Senatoren neu aufgenommener Staaten erwarb der Senat jeweils neue Schreibtische in identischem Design. Alle Tische wurden im 19. Jahrhundert mit einer Erweiterung ausgestattet, die mehr Arbeitsflächen bot. Eine Ausnahme bildet nur der Daniel Webster Desk: Webster lehnte die Erweiterung ab mit dem Hinweis, sein Vorgänger habe sie auch nicht gebraucht. Weil alle seine Nachfolger an diesem Schreibtisch es ihm gleich taten, ist dieser Tisch als einziger noch im Zustand von 1819 erhalten. Seit 1974 steht dieser Tisch dem dienstälteren Senator aus Websters Geburtsstaat New Hampshire zu. In der letzten Reihe der Republikaner, nahe dem wichtigsten Eingang, steht der Candy Desk, von dem der jeweils innehabende Senator Süßigkeiten verteilt.
Das Hämmerchen, mit dem der Sitzungspräsident die Sitzungen leitet, stammt aus dem Jahr 1954 und ist ein Geschenk Indiens. Es ist erst das zweite Hämmerchen des Senats; sein Vorgänger war von 1834 bis 1954 im Einsatz, bis er wegen Verschleißes splitterte.
Seit dem 20. Jahrhundert besitzen die Senatoren Büros in zusätzlichen Bürohäusern, um das Kapitolgebäude zu entlasten. Es handelt sich dabei um das Russell Senate Office Building (eröffnet 1908), Dirksen Senate Office Building (eröffnet 1958) und das Hart Senate Office Building (eröffnet 1982, das größte der drei Bürogebäude).

## Mitglieder

### Wahlen
Der Senat ist im Unterschied zum Repräsentantenhaus als Vertretung der Einzelstaaten auf Bundesebene konzipiert.
Seit dem 17. Zusatzartikel zur Verfassung von 1913 werden die Senatoren – genauso wie die Mitglieder des Repräsentantenhauses – direkt gewählt, wobei die genauen Bestimmungen von Staat zu Staat verschieden sind. Die Mandatszeit der Senatoren dauert sechs Jahre. Alle zwei Jahre wird etwa ein Drittel des Senats neu gewählt, damit eine größtmögliche Kontinuität gewährleistet ist. Nach jeweils gemeinsamen Wahlperioden werden die Senatoren in drei „Klassen“ eingeteilt, als bisher letzte Gruppe stand 2020 die Klasse II zur Wiederwahl. Der Senat als Ganzes hat dadurch kein Amtszeitende, sondern existiert kontinuierlich.
Die beiden Senatoren eines Staates gehören dabei niemals zur gleichen Klasse und stehen daher normalerweise nicht gleichzeitig zur Wahl. Sollte dies durch eine Nachwahl doch einmal vorkommen, wie zum Beispiel 2020/21 in Georgia, finden beide Wahlen zwar gleichzeitig, aber getrennt statt. Bei Aufnahme eines neuen Staates in die Union führt dies dazu, dass mindestens eine Amtszeit kürzer als sechs Jahre ist, da die neuen Senatoren nur für die Restlaufzeit der jeweiligen Klassen gewählt werden.
Die Wahlen zum Senat finden alle zwei Jahre am sogenannten Election Day statt, dem Dienstag, der in geraden Jahren auf den ersten Montag im November folgt. Gleichzeitig finden an diesem Tag auch die Wahlen zum gesamten Repräsentantenhaus und – in einem Vier-Jahres-Turnus – die Präsidentschaftswahlen statt. Wahlkreis bei der Senatswahl ist jeweils der gesamte Bundesstaat. In den meisten Staaten gilt ein Wahlsystem, bei dem der Bewerber mit den meisten Stimmen gewinnt (relative Mehrheit). Nur in Louisiana und Georgia braucht ein Senator die absolute Mehrheit, weshalb es zu Stichwahlen kommen kann.
Nach dem ursprünglichen Text der Verfassung der Vereinigten Staaten wurden die Senatoren von den Parlamenten der Bundesstaaten gewählt, was die Teilsouveränität der Bundesstaaten manifestieren sollte. Daneben war die Vorstellung weit verbreitet, dass der Senat die stabilere, weniger den Schwankungen der politischen Stimmung ausgesetzte Kammer des zweigliedrigen Parlaments sein solle. Inzwischen verändern sich die oft knappen Mehrheitsverhältnisse im Senat jedoch viel häufiger als im Repräsentantenhaus. Dies liegt daran, dass bei den Wahlen zum Senat jeder Bundesstaat nur einen Wahlkreis bildet und folglich – anders als bei den in 435 Einerwahlkreisen durchgeführten Wahlen zum Repräsentantenhaus – kein Gerrymandering möglich ist.
Seit dem Ende des 19. Jahrhunderts halten Demokraten und Republikaner vor den Wahlen jeweils Vorwahlen ab, in denen sie sich auf einen Kandidaten einigen, damit sich nicht mehrere eigene Kandidaten gegenseitig Stimmen wegnehmen. Die Regeln, ob und wie Kandidaten und Mitglieder anderer Parteien an den Vorwahlen teilnehmen können, unterscheiden sich von Staat zu Staat. Auch das Wahlrecht zum Senat selbst wird von den Staaten geregelt und ist daher unterschiedlich.
Da Wahlkämpfe anders als in Deutschland kaum von den Parteien finanziert werden, spielen das Vermögen des Bewerbers und die durch ihn eingeworbenen Spenden eine große Rolle; die durchschnittlichen Kosten für einen Wahlkampf betrugen 2012 10,5 Millionen Dollar.

### Aktives und passives Wahlrecht
Das passive Wahlrecht – also das Recht, zum Senator gewählt zu werden – besitzt nach Artikel 1, Abschnitt 3, Absatz 3 der Verfassung jeder, der mindestens 30 Jahre alt und mindestens 9 Jahre Bürger der Vereinigten Staaten ist. Ein Kandidat kann sich nur in dem Bundesstaat seines Hauptwohnsitzes zur Wahl stellen. Nach dem Sezessionskrieg verabschiedete der Kongress den 14. Zusatzartikel zur Verfassung, nach dem unter anderem Amtsträger, die trotz eines Eides auf die Verfassung mit Gegnern der Vereinigten Staaten zusammengearbeitet hatten, nicht wählbar sind. Der Zusatzartikel sollte verhindern, dass Parteigänger der Konföderierten Senatoren würden. Darüber, ob zukünftige Senatoren die Kriterien erfüllen, entscheidet einzig der Senat selbst.
Aktiv wahlberechtigt ist jeder Staatsangehörige der Vereinigten Staaten, der das 18. Lebensjahr vollendet und seinen Hauptwohnsitz in einem der 50 Bundesstaaten hat. Washington, D.C., Puerto Rico und andere abhängige Territorien wie die Außengebiete der Vereinigten Staaten sind im Senat nicht vertreten, ihre Bewohner sind also nicht wahlberechtigt.

### Senatoren
Senatoren haben das Recht, den Titel „The Honorable“ vor ihrem Namen zu tragen. Innerhalb des Senats gilt der dienstältere der beiden Senatoren aus einem Staat als „Senior Senator“, der andere wird „Junior Senator“ genannt. Die Unterscheidung hat allein praktische Auswirkungen im Arbeitsalltag, da viele Verfahren nach dem Senioritätsprinzip ablaufen.
Generell gilt das Senatsmandat – im Verhältnis zu einem Sitz im Repräsentantenhaus – als prestigeträchtiger: Es gibt weniger Mitglieder, die aber mehr Mitarbeiter beschäftigen, und abgesehen von wenigen, sehr bevölkerungsarmen Staaten repräsentiert ein Senator wesentlich mehr Wähler als ein Abgeordneter des Repräsentantenhauses. Wesentlich mehr US-Präsidenten und Präsidentschaftskandidaten waren Senatoren als Mitglieder des Repräsentantenhauses (siehe insgesamt die Liste der Mitglieder des Senats der Vereinigten Staaten).
Das Einkommen der Senatoren beträgt seit 2009 174.000 Dollar pro Kopf im Jahr, während der Senatspräsident und die Fraktionsführer höhere Bezüge erhalten.
Im 116. Kongress der Vereinigten Staaten waren 25 von 100 Senatssitzen von Senatorinnen belegt. Damit war der Frauenanteil, nach 23 Frauen in der letzten Legislatur, so hoch wie nie. Jeder Bundesstaat wird im Senat von zwei Personen vertreten. Kalifornien, Washington, Nevada, Arizona, Minnesota und New Hampshire wurden jeweils von zwei Senatorinnen vertreten. 13 weitere Staaten wurden jeweils von einer weiblichen und einer männlichen Person repräsentiert. Damit wurden 31 Bundesstaaten von jeweils zwei männlichen Senatoren vertreten. Männer europäischer Abstammung waren im Senat immer weit zahlreicher vertreten als in der Gesamtbevölkerung der USA. 89 der 100 Personen sind Weiße, 4 Hispanics, 3 Afroamerikaner, 3 asiatische Amerikaner und eine Person ist multi-ethnischer Abstammung. Zwei Senatoren identifizieren sich mit der LGBTQ+.

### Mandatsverlust
Ein Senator nimmt sein Mandat so lange wahr, bis es regulär ausläuft, er zurücktritt oder stirbt. Allerdings hat der Senat auch die Möglichkeit, Mitglieder mit einer Zwei-Drittel-Mehrheit auszuschließen. Dies ist in der Senatsgeschichte bisher 15 Mal passiert. Der erste Fall betraf den Senator William Blount, der am 7. Juli 1797 wegen Hochverrats aus dem Senat ausgeschlossen wurde. In den 14 weiteren Fällen wurden Senatoren, die im Sezessionskrieg die Konföderierten unterstützt hatten, in den Jahren 1861 und 1862 aus dem Senat ausgestoßen. Daneben gab es diverse Fälle, in denen ein Senator zurücktrat, um seinem Ausschluss zuvorzukommen. Der letzte Fall war Senator Bob Packwood, der im Jahre 1995 wegen Vorwürfen der sexuellen Belästigung einem Ausschlussverfahren durch Rücktritt entging. Darüber hinaus kann der Senat Mitglieder offiziell rügen (dies tat er beispielsweise 1954 bei dem republikanischen Senator Joseph McCarthy). Dies ist mit einfacher Mehrheit möglich, hat aber für den Senator keine weiteren formellen Auswirkungen.

### Nachfolge bei vorzeitiger Mandatserledigung
Wenn das Amt eines US-Senators z. B. durch Tod oder Rücktritt vorzeitig frei wird, wird nach dem 17. Zusatzartikel zur Verfassung der Vereinigten Staaten ein Nachfolger für den Rest seiner weiterhin laufenden Mandatszeit (also nicht für volle sechs Jahre) nachgewählt, wobei die Legislative des jeweiligen Einzelstaates den Gouverneur ermächtigen kann, bis zur Wahl einen Übergangssenator zu ernennen. Die Details dieses Verfahrens sind in den Einzelstaaten unterschiedlich ausgestaltet.
In den meisten Staaten wird die Nachwahl mit der nächsten (alle zwei Jahre stattfindenden) Kongresswahl zusammengelegt und findet bei einem im letzten Drittel seiner Amtsperiode ausgeschiedenen Senator überhaupt nicht statt. In anderen Staaten wie Alabama wird eine außerordentliche Wahl angesetzt. Oregon und Wisconsin haben ihre Gouverneure nicht zur Ernennung von Ersatzsenatoren ermächtigt und halten die Wahl entsprechend zügig ab. In Oklahoma gilt in der Regel das Gleiche, jedoch wird dort auf die Ersatzwahl verzichtet, falls von der Wahlperiode des ausgeschiedenen Senators weniger als etwa 10 Monate übrig wären (genauer, wenn das Mandat nach dem 1. März frei wird und am 3. Januar des Folgejahres enden würde). In diesem Fall ist der Gouverneur Oklahomas verpflichtet, den Anfang November gewählten Nachfolger auch für den Rest der Mandatszeit seines Vorgängers als Ersatzsenator zu ernennen. Einige der Staaten, die ihrem Gouverneur die Ernennung eines Ersatzsenators vorschreiben, machen ihm Vorgaben über die ernennbaren Kandidaten. In Alaska, Arizona und Hawaii muss der Ersatzsenator der Partei des ausgeschiedenen Senators angehören. In Utah und Wyoming wählt der Gouverneur aus drei Vorschlägen des Staatsvorstands (state central committee, im Amerikanischen ohne die kommunistische Konnotation der wörtlichen Übersetzung Zentralkomitee) der Partei des ausgeschiedenen Senators aus.
Bisher siebenmal haben Gouverneure – ohne dazu rechtlich gebunden zu sein – bis zur Wahl eines Nachfolgers die Witwe des gerade verstorbenen Senators ernannt, zuletzt Jean Carnahan (Missouri, 2001). Eine weitere Witwe, Maurine Brown Neuberger, gewann 1960 den Senatssitz ihres verstorbenen Mannes in der Nachwahl, ohne zu dessen Interimsnachfolgerin ernannt worden zu sein.

## Aufgaben

### Gesetzgebung

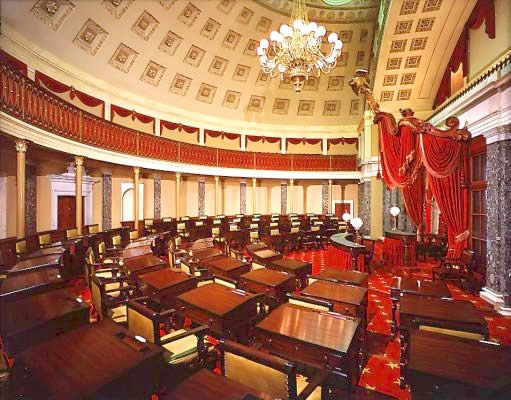
Der alte Sitzungssaal des Senats

Der Senat muss jedem amerikanischen Bundesgesetz zustimmen, da es anders als etwa in Deutschland keine Bundesgesetze gibt, die nicht zustimmungspflichtig sind. Ein Gesetz tritt nur in Kraft, wenn es von Senat und Repräsentantenhaus wortgleich mit einfacher Mehrheit verabschiedet wird und danach vom Präsidenten unterzeichnet oder zumindest ignoriert wird. Weigert sich der Präsident ausdrücklich zu unterzeichnen (Veto), so kann es dennoch verabschiedet werden, wenn beide Häuser es jeweils mit Zweidrittelmehrheit in namentlicher Abstimmung erneut beschließen. Fiskalgesetze, vor allem der jährliche Haushalt, können lediglich vom Repräsentantenhaus initiiert und erst nach deren dortiger Verabschiedung im Senat behandelt werden. Alle anderen Gesetze dürfen von beiden Häusern eingebracht werden.

### Kontrollfunktionen
Der Senat übt entsprechend seiner Verfassungsstellung neben der Gesetzgebung vor allem eine überwachende und beratende Funktion aus.

#### Ernennung Regierungsbeamter und Richter
Um bestimmte Positionen besetzen zu können, benötigt der US-Präsident „Rat und Zustimmung“ (advice and consent) des Senats, wobei in der Praxis die Zustimmung wesentlich bedeutender ist als der Ratschlag. Dabei handelt es sich um Minister, Chefs von Bundesbehörden, Botschafter, viele andere hohe Beamte und Bundesrichter, einschließlich der Richter des Supreme Courts. Grundsätzlich sollte er alle Regierungsmitarbeiter bestätigen; da dies jedoch bei den heute vielen tausend Mitarbeitern praktisch nicht durchführbar ist, hat er diese Rechte – für den Bereich der unteren Ebenen – an die einzelnen Behördenleitungen übertragen. Zur Besetzung der höheren Regierungsämter und Beamter muss sich ein Kandidat erst einer Anhörung vor einem Senatsausschuss stellen. Schon der Ausschuss kann den Kandidaten ablehnen, was aber nur sehr selten passiert. Danach erfolgt eine Beratung im gesamten Senatsplenum. In der Mehrzahl der Fälle bestätigt der Senat die Kandidaten, seltener lehnt er zukünftige Regierungsmitglieder ab: In der Geschichte der Vereinigten Staaten geschah dies erst neunmal, zuletzt 1989 bei John Tower, den George Bush erfolglos als Verteidigungsminister vorgeschlagen hatte, während bisher über 500 Kabinettsnominierungen durch den Senat gebilligt wurden. Etwas häufiger als Ablehnungen kommt es jedoch vor, dass der Präsident nicht-mehrheitsfähige Kandidaten zurückzieht: So musste Joe Biden 2021 die Nominierung von Neera Tanden als Direktorin des Office of Management and Budget (mit Kabinettsrang) zurückziehen. Insbesondere wenn es sich nicht um hohe Regierungsämter handelt, verzögert die Senatsmehrheit mitunter auch die Anhörung/Abstimmung oder unterlässt sie ganz. Ein prominentes Beispiel dafür ist die Nominierung von Merrick B. Garland 2016 bei dessen Nominierung für den Supreme Court.
Während der Senat nicht tagt, darf der Präsident die vakanten Posten ohne Senatszustimmung besetzen (Recess Appointment). Diese Ernennung ist nur vorläufig und muss in der nächsten Sitzungsperiode vom Senat bestätigt werden, andernfalls läuft sie mit dem Ende dieser Sitzungsperiode aus. Recess Appointments waren ein relativ beliebtes Mittel des Präsidenten, eine starke Opposition im Senat zu umgehen. Seit den 2010er-Jahren verhindert der Senat Sitzungspausen zunehmend durch kurze pro forma Sitzungen, sodass der Präsident keine Recess Appointments mehr vornehmen kann.
Eine weitere Einschränkung besteht darin, dass der Senat zwar einer Ernennung zustimmen muss, aber eine Zustimmung nicht erforderlich ist, wenn jemand aus der Position entfernt wird.

#### Internationale Verträge
Zur Ratifizierung internationaler Verträge müssen gemäß der Verfassung zwei Drittel der Senatoren dem Vertrag „Rat und Zustimmung“ geben. Allerdings gelten nicht alle internationalen Abkommen als Vertrag in diesem Sinne. Ebenso kann der US-Kongress Gesetze verabschieden, die dem Präsidenten executive agreements ohne Zustimmung des Senats erlauben, ebenso wie der Präsident congressional-executive agreements abschließen kann, zu deren Ratifizierung nur eine einfache Mehrheit, diesmal aber in beiden Häusern des Parlaments, notwendig ist. Obwohl die Verfassung weder die „executive agreements“ noch die „congressional-executive agreements“ vorsieht, ist ihre Legitimität mit Hilfe des Stare decisis durch zuständige Gerichte festgestellt worden.

#### Impeachment

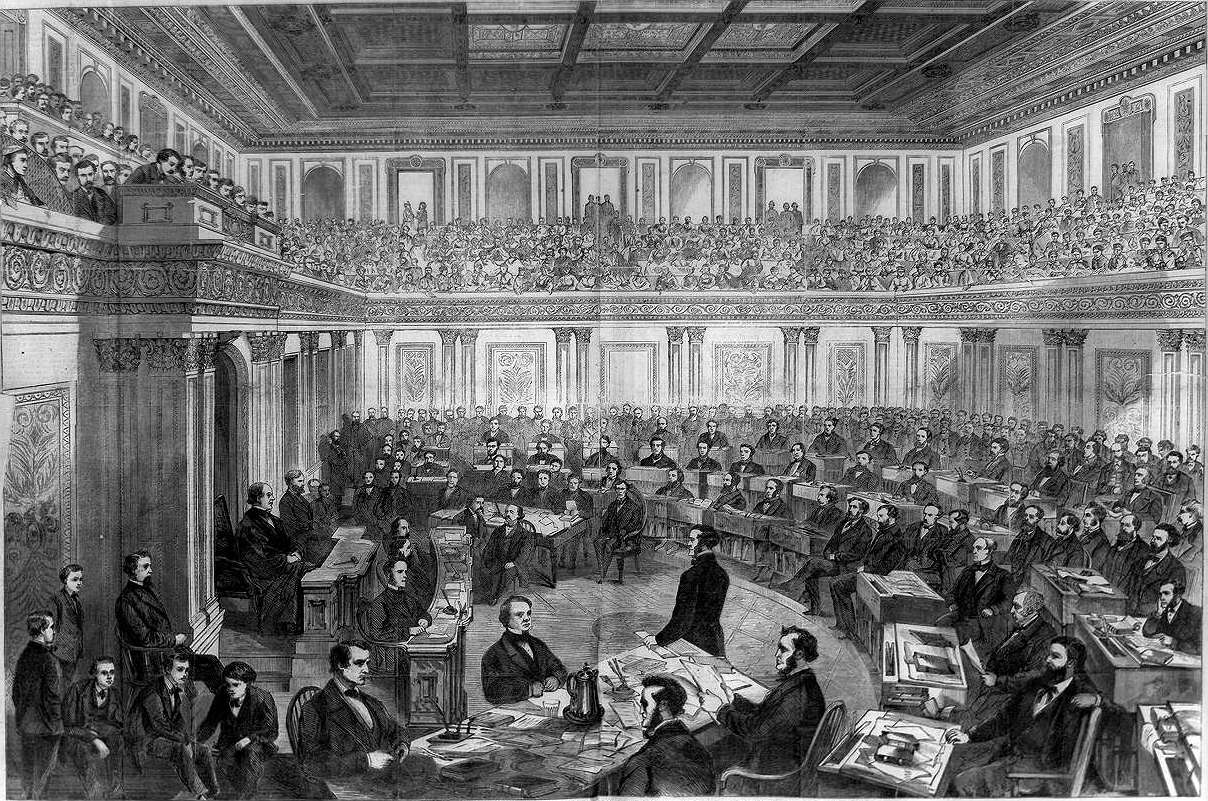
Der Senat beim Impeachment-Verfahren gegen Präsident Andrew Johnson 1868

Bei einem Impeachment-Verfahren kommt dem Senat die Stellung des Gerichts zu. Nachdem das Repräsentantenhaus die „Anklage wegen Amtsvergehen“ gegen einen Bundesbeamten (einschließlich des Präsidenten) für „Verrat, Korruption oder ein anderes Verbrechen gegen den Staat“ (Treason, Bribery, or other high Crimes and Misdemeanors) vorgebracht hat, wird das Verfahren im Senat verhandelt. Wenn der US-Präsident davon betroffen ist, sitzt der Oberste Richter dem Verfahren vor. Der Senat benötigt eine Zweidrittelmehrheit, um jemanden zu verurteilen. Durch das Urteil verliert derjenige sein Amt, zusätzlich kann der Senat die Person auch von der Ausübung aller weiteren Ämter ausschließen. Andere Möglichkeiten der Bestrafung hat der Senat nicht, das Vergehen kann jedoch vor einem normalen Gericht in einem Strafverfahren weiterverfolgt werden.
In der US-Geschichte kam es zu 16 derartigen Verfahren, bei denen in drei Fällen Präsidenten betroffen waren. In den Fällen Andrew Johnsons 1868 und Bill Clintons 1999 sprach der Senat die Präsidenten frei, ebenso 2020 im Ersten und 2021 im Zweiten Amtsenthebungsverfahren gegen Donald Trump. Richard Nixon kam 1974 durch seinen Rücktritt der sicher erscheinenden Anklageerhebung durch das Repräsentantenhaus und damit auch einer Verhandlung im Senat zuvor.
Die weiteren Fälle betrafen niedrigere Regierungsbeamte, bei denen siebenmal der Amtsinhaber verurteilt wurde und einer zurücktrat, bevor das Verfahren beendet war.
Im Jahre 1834 rügte der damals Whig-dominierte Senat den Präsidenten Andrew Jackson (auch während des Verfahrens gegen Bill Clinton gab es ähnliche Überlegungen). Dies ist allerdings weder in der Verfassung noch der Geschäftsordnung des Senats vorgesehen. Teile der amerikanischen Rechtswissenschaft halten es sogar für unvereinbar mit dem Verbot der Parlamentsverurteilung, das sich in Section 3|Artikel 1, Abschnitt 3, Absatz 7 der Verfassung befindet.

#### Wahl eines Vizepräsidenten durch den Senat
Die Verfassung sieht in Artikel 2, Abschnitt 1, Absatz 3 (gemäß 12. Verfassungszusatz) vor, dass, wenn kein Kandidat für das Amt des Vizepräsidenten der Vereinigten Staaten eine absolute Mehrheit der Wahlmännerstimmen erreicht, die Entscheidung durch den Senat gefällt wird. Dabei darf der Senat nur zwischen den beiden Bewerbern mit den höchsten Wahlmänner-Stimmenzahlen auswählen. Die Ausgestaltung des Wahlrechts in den USA (Zweiparteiensystem, Winner-takes-all-Prinzip) macht diesen Fall aber unwahrscheinlich; bisher hat der Senat erst einmal, im Jahr 1836, den Vizepräsidenten Richard Mentor Johnson gewählt.
Darüber hinaus muss seit dem 25. Verfassungszusatz von 1967 der Senat – wie auch das Repräsentantenhaus – der Ernennung eines Vizepräsidenten zustimmen, wenn dieses Amt vor Ende der Wahlperiode vakant wird. Vor 1967 konnte das Amt des Vizepräsidenten nur durch die alle vier Jahre stattfindenden Präsidentschaftswahlen besetzt werden. Starb ein Vizepräsident, trat er zurück oder rückte er zum Präsidenten auf, blieb der zweithöchste Posten im Staat bis zum Ende der laufenden Amtszeit unbesetzt. Bereits wenige Jahre nach seinem Inkrafttreten kam der 25. Zusatzartikel zur Anwendung: Im Dezember 1973 wurde Gerald Ford von beiden Kammern des Kongresses als neuer Vizepräsident Richard Nixons bestätigt. Er folgte auf Spiro Agnew, der rund zwei Monate zuvor wegen Korruptionsvorwürfen zurückgetreten war. Nachdem Präsident Nixon im Zuge der Watergate-Affäre im August 1974 selbst zum Rücktritt gezwungen gewesen war, übernahm Ford die Präsidentschaft. Ford wiederum ernannte Nelson Rockefeller zum neuen Vizepräsidenten, was Senat und Repräsentantenhaus im Dezember 1974 bestätigten. Sowohl Ford als auch Rockefeller mussten sich vor dem Votum umfassenden Anhörungen von Senatoren und Abgeordneten stellen. Beide sind die bisher einzigen Vizepräsidenten, die nicht durch vom Volk bestimmte Wahlmänner gewählt wurden, sondern nachträglich ins Amt kamen.

## Interne Organisation

### Präsidium

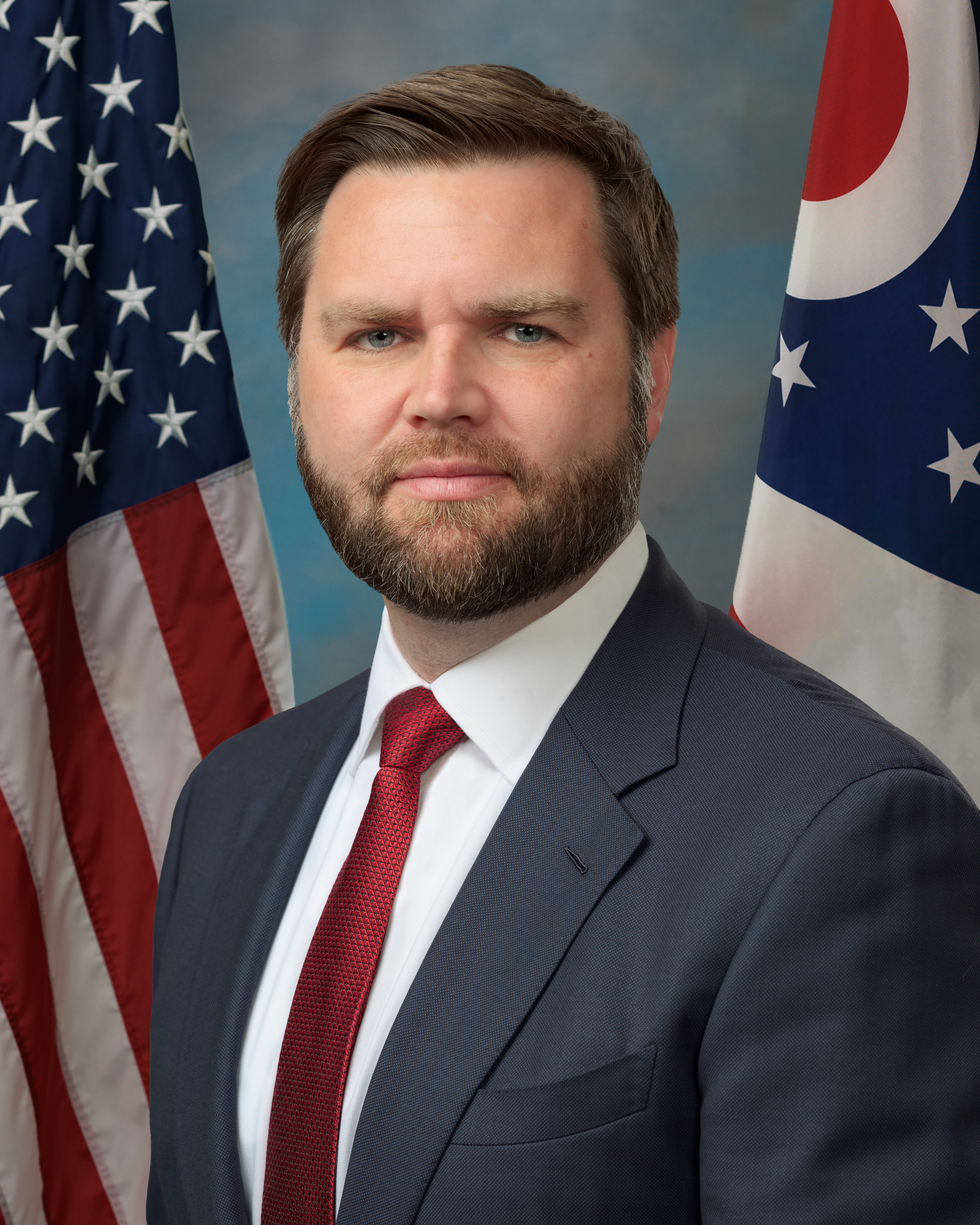
JD Vance, Vizepräsident der USA und Präsident des Senats

Eine Sonderrolle im Senat fällt dem Vizepräsidenten der Vereinigten Staaten zu, der laut Section 2, Artikel 1, Abschnitt 3, Absatz 4 der Verfassung in Personalunion Präsident des Senats ist. Er hat kein Stimmrecht, es sei denn, eine Abstimmung endet unentschieden. In diesem Fall ist seine Stimme ausschlaggebend. Dieses Durchbrechen der Gewaltenteilung ist einmalig in der amerikanischen Verfassung, die ansonsten durch Checks and Balances eine wesentlich striktere Trennung der Staatsgewalten vorsieht als die meisten europäischen Verfassungen.
Laut Verfassung steht dem Vizepräsidenten als Senatspräsident das Recht zu, die Debatten zu leiten. Faktisch nimmt er dieses jedoch heute nur noch bei zeremoniellen Anlässen wie der Rede zur Lage der Nation wahr oder wenn seine Stimme benötigt wird, um ein Unentschieden zu entscheiden. Der Senat wählt deshalb einen Präsidenten pro tempore (Artikel 1, Abschnitt 3, Absatz 5 der Verfassung), der den Vizepräsidenten in dessen Abwesenheit vertritt. Traditionsgemäß ist dies der dienstälteste Senator der Mehrheitspartei. Der Präsident pro tempore ist zwar faktisch stärker mit der Geschäftsführung befasst als der Vizepräsident, die eigentliche Sitzungsleitung delegiert er jedoch meist an Nachwuchssenatoren aus seiner eigenen Partei, damit diese mit der Geschäftsordnung des Gremiums vertraut werden.
Ursprünglich wurde der Präsident pro tempore nur bei Bedarf für jeweils eine Sitzung gewählt, erst seit dem späten 19. Jahrhundert wird er dauerhaft berufen. Der Präsident pro tempore steht an dritter Stelle in der Nachfolge des Präsidenten der Vereinigten Staaten.
Der Vorsitzende des Senats bekleidet einen Sitz vor dem Plenum. Seine Rechte sind, im Gegensatz zum Sprecher des Repräsentantenhauses, stark begrenzt. Vor allem dient er als Sprecher des Senats und verkündet beispielsweise Abstimmungsergebnisse. Er leitet die Debatte, indem er den nächsten Sprecher aufruft; nach den Regeln des Senats muss er denjenigen aufrufen, der als Erster aufgestanden ist. Er kann Geschäftsordnungsanträge entscheiden, was der Senat jedoch durch eine Abstimmung aufheben kann. Da es im Senat keine Fraktionsdisziplin im europäischen Sinne gibt, hilft ihm in einer solchen Situation seine Mitgliedschaft in der Mehrheitspartei nicht unbedingt.

### Rolle der Parteien
Die Vereinigten Staaten haben seit ihrer Frühzeit ein Zweiparteiensystem. Die Positionen und Abläufe sind traditionell auf zwei Parteien ausgerichtet. Seit den 1850er Jahren handelt es sich bei den beiden Parteien um die Demokratische Partei und die Republikanische Partei. In der gesamten Geschichte des Senats gelang es dritten Parteien nie, mehr als insgesamt zwölf Sitze zu erringen (und zwar beim 55. Kongress 1897–1899 verteilt auf drei weitere Parteien bei insgesamt 90 Senatoren). Seit dem Zweiten Weltkrieg gehörten höchstens zwei Senatoren gleichzeitig keiner der großen Parteien an.
Sowohl aufgrund des reinen Mehrheitswahlrechts, das bei den Wahlen gilt, als auch aufgrund einer anderen Parteistruktur ist es aber wahrscheinlicher als beispielsweise in Deutschland, dass ein oder mehrere Senatoren keiner Partei angehören.
Die Partei mit der Mehrheit der Sitze ist die Mehrheitspartei (majority party). Haben zwei oder mehr Parteien jeweils gleich viele Sitze, ist die Partei, zu der der Vizepräsident gehört, die Mehrheitspartei. Die zweitgrößte Partei ist die Minderheitspartei (minority party). Erreicht eine Partei 60 Sitze, kann sie weit größeren Einfluss auf den Senat nehmen, da eine durch Filibuster blockierte Abstimmung nur erfolgen kann, wenn der Filibuster mit einer Drei-Fünftel-Mehrheit beendet wird.
Der Präsident pro tempore, Ausschussvorsitzende und andere hervorgehobene Personen im Senat gehören generell der Mehrheitspartei an. Die Minderheitspartei stellt die Ranking Minority Members, die jeweils als Gegenparts zu den Amtsträgern deren Arbeit kontrollieren und diejenige der Minderheitspartei koordinieren sollen.
Siehe: Democratic Caucus of the United States Senate und Senate Republican Conference

#### Fraktionsführung und -disziplin
Jede Partei bestimmt einen Sprecher, der offiziell die gesamte Fraktion führt, den Majority bzw. Minority Leader und jeweils einen Majority bzw. Minority Whip. Der Funktion des Whip entspricht in der Bundesrepublik Deutschland der Parlamentarische Geschäftsführers (nicht der Fraktionsgeschäftsführer).
Danach folgen in der Reihenfolge ihrer Bedeutung der Democratic/Republican Conference Chairman, der Democratic/Republican Policy Committee Chairman, der Democratic/Republican Conference Vice Chairman und der Republican/Democratic Campaign Committee Chairman.
Die Fraktionsdisziplin ist jedoch, wie in einem Präsidialsystem üblich, wesentlich schwächer ausgeprägt als in den meisten europäischen Ländern mit einem parlamentarischen Regierungssystem. So genießt der einzelne Senator bei Abstimmungen mehr individuelle Entscheidungsfreiheit als die meisten seiner europäischen Parlamentskollegen. Nicht ungewöhnlich ist es auch, dass Senatoren im Laufe ihrer politischen Karriere die Parteizugehörigkeit wechseln. Ab den 1960er und 1970er Jahren verschoben sich die Parteizugehörigkeiten des Solid South und einige US-Senatoren aus einem der Südstaaten wendeten sich von den Demokraten ab und den Republikanern zu (Strom Thurmond im September 1964, Richard Shelby im November 1994, Ben Nighthorse Campbell im März 1995).
2008 wechselte nach dem Wahlsieg Barack Obamas der bisherige republikanische Senator für Pennsylvania, Arlen Specter, zu den Demokraten.
2022 wechselte Kyrsten Sinema von den Demokraten zu den Independents, ebenso Joe Manchin im Mai 2024.

### Ausschüsse

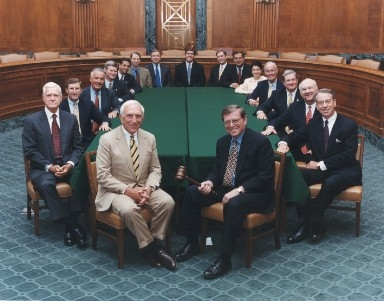
Haushaltsausschuss des Senats (2005)

Einen Großteil der Arbeit erledigt der Senat mit Hilfe von Ausschüssen und Unterausschüssen. Dazu gehören die Evaluation von Gesetzesvorschlägen und die Aufsicht über die Exekutive. Formell wählt der ganze Senat die jeweiligen Ausschussmitglieder, in der Praxis legen aber die Parteien fest, wer sie vertritt. Die Partei beachtet dabei die Präferenzen des Senators, wobei generell Senatoren größerer Seniorität Vorrang genießen. Die Verteilung der Sitze auf die Parteien erfolgt proportional zu ihrer Stärke im gesamten Senat.
Die Leitung des Ausschusses übernimmt ein Vorsitzender (Chairman), den jeweils die Mehrheitspartei in Senat und Ausschuss stellt. Traditionell vergab der Senat die Posten streng nach Seniorität der Senatoren; da dies aber dazu führen konnte, dass Senatoren den Ausschuss leiteten, die aus Altersgründen dazu körperlich kaum in der Lage waren oder in Einzelfällen erste Zeichen von Senilität zeigten, werden die Vorsitzenden heute gewählt. Das Senioritätsprinzip wird bei diesen Wahlen allerdings nur sehr selten ausgesetzt.
Der Vorsitzende hat erheblichen Einfluss auf die Arbeit des Ausschusses. Er bestimmt die Tagesordnung und kann so festlegen, welche Themen überhaupt behandelt werden, wobei die Vorsitzenden in den letzten Jahrzehnten dieses Recht weit zurückhaltender einsetzen, als es ihnen möglich wäre. Der Sprecher der Oppositionspartei ist in den meisten Ausschüssen als Ranking member bekannt, im Geheimdienst- und Ethikausschuss allerdings als Vice Chairman.

#### Ständige Ausschüsse
Den größten Teil der Ausschussarbeit leisten die ständigen Ausschüsse (standing committees), die jeweils ein eigenes Politikfeld wie die Finanzpolitik, die Justizpolitik oder die Außenpolitik der USA begleiten. Jeder Ausschuss kann Gesetzesvorlagen behandeln und ergänzen, die in seinen Politikbereich fallen. Die einzelnen Ausschüsse können verhindern, dass entsprechende Gesetzesvorlagen das Plenum im Senat erreichen. Darüber hinaus prüft er die Personalvorschläge des Präsidenten für die Besetzung hoher staatlicher Positionen im jeweiligen Zuständigkeitsbereich. Bereits der Ausschuss kann die Nominierungen des Präsidenten endgültig ablehnen, ohne dass der Senat als ganzes sie behandelt. Darüber hinaus sind die Ausschüsse auch daran beteiligt, die Bundesagenturen der Vereinigten Staaten zu überwachen. Sie können Anhörungen einberufen, bei denen sie das Recht haben, Beweise zu sammeln und Zeugen zu befragen.
| Ausschuss                                                                                    | Bemerkungen |
| -------------------------------------------------------------------------------------------- | --- |
| Agriculture, Nutrition and Forestry                                                          | Hat auch gewisse Rechte bezüglich der US-Einwanderung, da viele Einwanderer in der Landwirtschaft arbeiten.                                             |
| Appropriations (Ausgaben)                                                                    | Einflussreicher Ausschuss, da er maßgeblich über die Verwendung von US-Geldern entscheidet.                                                             |
| Armed Services (Streitkräfte)                                                                | Kontrolliert die Aktivitäten der Streitkräfte und ist aufgrund der Höhe des Etats einer der einflussreichsten Ausschüsse.                               |
| Budget (Haushalt)                                                                            | Einflussreicher Ausschuss. Prüft und entschließt über alle Themen, die den US-Haushalt betreffen.                                                       |
| Banking, Housing, and Urban Affairs (Banken, Sozialbauprogramme und städtische Aufgaben)     | |
| Commerce, Science and Transportation (Handel, Forschung und Transport)                       | Hat neben den steuerbezogenen Ausschüssen das weiteste Mandat. Überwacht in Teilen die Arbeit von fünf Ministerien und sieben Regierungsorganisationen. |
| Energy and Natural Resources (Energie und Natürliche Ressourcen)                             | Kontrolliert die Erschließung und Verwendung der natürlichen Ressourcen und von Energieträgern.                                                         |
| Environment and Public Works (Umwelt und öffentliche Aufgaben)                               | Kontrolliert die Umweltgesetzgebung. |
| Finance (Finanzdienstleistungen)                                                             | Ist neben der Kontrolle von Privatbanken und -versicherungen auch für das Federal Reserve System zuständig.                                             |
| Foreign Relations (Internationale Beziehungen)                                               | Deutlich mächtiger als sein Schwesterausschuss im Repräsentantenhaus, da der Senat deutlich mehr außenpolitische Rechte besitzt als dieser.             |
| Health, Education, Labor, and Pensions (Gesundheit, Bildung, Arbeit und Renten)              | Befasst sich mit schulischer und universitärer Ausbildung, beruflicher Weiterbildung und Ruhestandsregelungen.                                          |
| Homeland Security and Governmental Affairs (Innere Sicherheit und Regierungsangelegenheiten) | |
| Judiciary (Justiz)                                                                           | Kontrolliert das Justizministerium und die Bundesgerichte. Kann Impeachment-Verfahren starten.                                                          |
| Rules and Administration (Geschäftsordnung und Verwaltung des Senats)                        | Bestimmt maßgeblich Geschäfts- und Tagesordnung des Senats. Einer der einflussreichsten Ausschüsse.                                                     |
| Small Business and Entrepreneurship (Kleine und mittlere Unternehmen)                        | Gesetzgebung und Aufsicht über die Small Business Administration der US-Regierung.                                                                      |
| Veterans’ Affairs (Veteranenangelegenheiten)                                                 | Gegründet nach dem Zweiten Weltkrieg. |

#### Nichtständige Ausschüsse
Die nichtständigen Ausschüsse heißen select committees oder special committees, die beispielsweise zu Fragen der Ethik oder des gesellschaftlichen Alterungsprozesses eingesetzt worden sind. Die Ausschüsse können auch ad hoc gebildet werden wie das Senate Watergate Committee, das zur Untersuchung des Watergate-Skandals diente.
| Ausschuss                                                     |
| ------------------------------------------------------------- |
| Indian Affairs (Permanent Select)                             |
| Select Committee on Ethics                                    |
| Select Committee on Intelligence                              |
| Senatsausschuss für Altersfragen (Special Committee on Aging) |
| Caucus on International Narcotics Control                     |

#### Gemeinsame Ausschüsse
Gemeinsame Ausschüsse mit dem Repräsentantenhaus (Joint Committees) haben im Gegensatz zu anderen Ausschüssen nicht das Recht, Gesetzesvorlagen zu behandeln. Teilweise dienen sie der Aufsicht über bestimmte staatliche Organisationen wie die Library of Congress oder nehmen eine beratende Funktion ein wie der gemeinsame Steuer-Ausschuss (Joint Committee on Taxation). Der Vorsitz wechselt turnusgemäß zwischen dem dienstältesten Senatoren und Mitglied des Repräsentantenhauses der Mehrheitspartei, während die Seniorität des Ranking Members nach der Gesamtzeit in beiden Kammern des Kongresses berechnet wird.
| Ausschuss                               | Bemerkungen                                                                                      |
| --------------------------------------- | ------------------------------------------------------------------------------------------------ |
| Joint Economic Committee                | Legt Berichte und Empfehlungen bezüglich des Stands der US-Wirtschaft vor.                       |
| Joint Committee on the Library          | Verwaltet die Library of Congress.                                                               |
| Joint Committee on Printing             | Verwaltet das United States Government Printing Office.                                          |
| Joint Committee on Taxation             | Aufsicht über den Internal Revenue Service. Beratende Stimme bei allen wichtigen Steuergesetzen. |
| Joint Committee on Inaugural Ceremonies | Sonderausschuss, der alle vier Jahre zur Amtseinführung des Präsidenten gebildet wird.           |

## Geschäftsordnung
Die Regeln des Senats, über deren Einhaltung der Sitzungspräsident wacht, sind weit offener als die des Repräsentantenhauses. Zusätzlich zur geschriebenen Geschäftsordnung, den Standing Rules of the United States Senate, kommen allerdings noch zahlreiche traditionell überlieferte und ungeschriebene Vorschriften und Protokolle. Diese können aber zeitweise durch unanimous consent aufgehoben werden. Dabei wird beantragt festzustellen, dass es keinen Widerspruch dagegen gibt. Erhebt sich dann wirklich kein Widerspruch, ist der Antrag angenommen.

### Handlungsfähigkeit
Nach der Verfassung benötigt der Senat ein Quorum von mindestens der Hälfte der Senatoren plus einem, um handlungsfähig zu sein. Allerdings wird das Quorum als gegeben angenommen, solange es niemand explizit anzweifelt und einen quorum call verlangt. Daraufhin liest ein Angestellter die Senatoren namentlich vor, um die jeweilige Anwesenheit festzustellen.
In der Praxis werden die Quorum Calls seltener eingesetzt, um die Beschlussfähigkeit des Senats tatsächlich zu prüfen, sondern vor allem, um eine (kurze) Sitzungspause zu erzwingen. Dies kann bei streitigen Themen genutzt werden, damit die Fraktionsführer einen Kompromiss aushandeln können. Es wird aber auch in den täglichen Sitzungen sehr häufig genutzt. Die Verfahren im US-Senat sind mit denen in vielen anderen Parlamenten nicht vergleichbar. Nicht selten wird ein Großteil der Sitzungszeit mit Quorum Calls ohne Anwesenheit von Senatoren durchgeführt, zwischendurch sprechen Senatoren vor wenigen Anwesenden zu ihrem Thema, gegebenenfalls gibt es Abstimmung zu der die Senatoren nacheinander „eintrudeln“. Ist die Pause durch ein Quorum Call nicht mehr nötig, kann jeder Senator beantragen den Quorum Call ohne Widerspruch zu beenden und Beschlussfähigkeit festzustellen.

### Debatten
Der Sitzungspräsident bestimmt, welcher Senator das Recht zur Rede hat. Er ist dabei aber an die Reihenfolge gebunden, in der die Senatoren aufstehen, um das Rederecht zu erhalten und hat somit nur eine sehr geringe Kontrolle über die Debatte. Traditionsgemäß haben Majority und Minority Leader Vorrang, wenn sie das Wort wünschen. Alle Reden müssen formell an den Sitzungspräsidenten gerichtet werden und mit „Mr. President“ oder „Madam President“ beginnen, alle anderen Mitglieder des Senats müssen in der dritten Person angesprochen werden. Normalerweise werden sie dabei auch nicht namentlich genannt, sondern nach ihrem Staat oder ihrer Position als „the senior senator from California“ oder „the junior senator from Texas.“
Inhaltlich gibt es kaum Bestimmungen über die Rede; insbesondere gibt es keine Vorschrift, dass diese sich inhaltlich mit dem Thema auseinandersetzen muss, das die Debatte eigentlich behandelt. Den Standing Rules zufolge darf kein Senator an einem legislativen Tag mehr als zweimal zu einem Thema reden. Ein legislativer Tag beginnt und endet, wenn der Senat die Sitzung eröffnet oder schließt und ist so nicht identisch mit einem Kalendertag.
Selten tagt der Senat nicht-öffentlich in einer secret oder closed session. Die Türen zum Plenarsaal werden geschlossen, ebenso wie alle Personen von der Besuchergalerie entfernt werden, die keinen Eid auf Geheimhaltung geschworen haben, nicht in das Prozedere einer closed session eingewiesen werden oder keinen wichtigen Anteil zur Sitzung beitragen können. Diese Sitzungen finden statt, wenn der Senat Themen diskutiert, die kritisch die Sicherheitslage der USA berühren, private Mitteilungen des Präsidenten betreffen oder während eines Impeachment-Verfahrens. Eine geschlossene Sitzung kann von jedem Senator einberufen werden, solange ein weiterer Senator dem zustimmt.

### Filibuster
Die Redezeit der Senatoren ist in der Regel unbegrenzt. Dies ermöglicht die Strategie des Filibusters, in der ein Senator die Sitzung aufhält, in dem er nicht mehr aufhört zu reden, um Gesetzesbeschlüsse temporär aufzuhalten. Den Rekord für die längste Rede zur Erreichung eines Filibuster hält Strom Thurmond, der über 24 Stunden lang in einer Debatte über US-Bürgerrechtsgesetze redete.
Den Rekord für die längste Rede generell hält Corey Booker mit einer Rede, die über 25 Stunden dauerte. Diese Rede diente jedoch nicht einem Filibuster.
Der Senat kann einen solchen Filibuster durch eine Abstimmung über Debattenschluss beenden. Vorher ist keine Abstimmung über ein Gesetz möglich. Dafür ist eine Mehrheit von drei Fünfteln (60 Senatoren), eine sogenannte super majority („Super-Mehrheit“), erforderlich. Eine so deutliche Mehrheit ist in der Praxis selten gegeben; und selbst bei einer formalen Mehrheit ist die Fraktionsdisziplin oftmals nicht so stark, dass die erforderliche Stimmenzahl erreicht werden kann. Bei einer Debatte zur Änderung der Geschäftsordnung ist sogar eine Zwei-Drittel-Mehrheit nötig, um zur Abstimmung zu gelangen.
Dieses Mehrheitserfordernis wurde für Debatten über die Bestätigung von Richtern und Regierungsbeamten mittels der „Nuclear Option“ abgeschafft, sodass dort nunmehr eine einfache Mehrheit ausreicht. Nach der Abstimmung über Debattenschluss sind maximal weitere 30 Stunden gemeinsame Redezeit vorgesehen. Um sie weiter einzuschränken, bedarf es einer weiteren Mehrheit von drei Fünfteln. Nur selten besitzt eine Partei allein die erforderliche Mehrheit. Zu beachten ist auch, dass es heutzutage nur noch selten zu Filibuster in Form einer wirklichen Dauerrede kommt. Ein Senator muss den Filibuster nur noch ankündigen und die Abstimmung wird, außer bei zuvor erfolgreicher Abstimmung über Debattenschluss, nicht angesetzt. Dadurch hält ein Filibuster zwar nicht mehr die gesamte Arbeit des Senates auf, zugleich ist es aber deutlich einfacher und es hat keine unangenehmen Folgen, einen Filibuster einzulegen, sodass deren Anzahl steigt. Ferner führt es dazu, dass bei der Bestätigung von Richtern und Beamten oft unmittelbar nacheinander (mit nunmehr einfacher Mehrheit) über Debattenschluss und die eigentliche Bestätigung abgestimmt wird.
Der Senat kann vor Debatten unanimous consent (siehe oben) beschließen, dass für diese ein bestimmtes Zeitlimit gilt. In Haushaltsdebatten gilt ein solches generell. Das Reconciliation-Verfahren für Haushaltsdebatten wurde 1974 ersonnen, ist aber erst seit den frühen 1980ern bindend.

### Abstimmungen
Abstimmungen erfolgen im Normalfall mündlich. Der Sitzungspräsident stellt die entsprechende Abstimmungsfrage und die anwesenden Senatoren antworten nacheinander mit „Yea“ (Zustimmung) oder „Nay“ (Ablehnung), siehe Artikel 1, Abschnitt 7, Absatz 2 der Verfassung. Der Sitzungspräsident verkündet das Ergebnis nach seinem akustischen Eindruck.
Das Abstimmungsergebnis kann jeder anwesende Senator anzweifeln und eine Einzelabstimmung verlangen. Dem muss ein Fünftel der anwesenden Senatoren zustimmen, normalerweise wird das Ansinnen aber aus Höflichkeit immer gewährt. Bei der Einzelabstimmung verliest ein Angestellter die Liste der Senatoren; diese geben ihre Meinung bekannt, wenn ihr Name aufgerufen wird. Sind sie in diesem Moment nicht im Saal oder geben dann ihre Stimme nicht ab, können sie dies nachholen, solange die Abstimmung noch offen ist. Wann die Abstimmung beendet wird, entscheidet der Sitzungspräsident; sie muss jedoch mindestens 15 Minuten lang offen sein. Sollte es bei einer solchen Abstimmung zu einem Unentschieden kommen, kann der Vizepräsident, sofern anwesend, mit seiner Stimme das Unentschieden aufheben. Ist der Vizepräsident nicht anwesend, gilt ein Antrag bei einem Unentschieden als abgelehnt.
In der Praxis wird häufig gar keine förmliche Abstimmung durchgeführt, sondern Entscheidungen mit unanimous consent (siehe oben) angenommen.

## Aktueller Senat
Der Senat des 119. Kongresses konstituierte sich am 3. Januar 2025.

### Wichtige Positionen
| Position                    | Position                                                | Name                 | Partei         | Staat          | Seit |
| --------------------------- | ------------------------------------------------------- | -------------------- | -------------- | -------------- | ---- |
|                             | Senatspräsident (Vizepräsident der USA)                 | JD Vance             | Republikaner   | Ohio           | 2025 |
|                             | Präsident Pro Tempore                                   | Chuck Grassley       | Republikaner   | Iowa           | 2025 |
|                             | Majority Leader                                         | John Thune           | Republikaner   | South Dakota   | 2025 |
|                             | Minority Leader                                         | Chuck Schumer        | Demokrat       | New York       | 2025 |
|                             | Minority Whip                                           | Dick Durbin          | Demokrat       | Illinois       | 2025 |
|                             | Majority Whip                                           | John Barrasso        | Republikaner   | Wyoming        | 2025 |
| Republican Conference Chair | Tom Cotton                                              | Republikaner         | Arkansas       | 2025           |      |
|                             | Democratic Caucus Chair (identisch mit Minority Leader) | Chuck Schumer        | Demokrat       | New York       | 2017 |
|                             | Republican Conference Vice Chair                        | James Lankford       | Republikaner   | Oklahoma       | 2025 |
|                             | Democratic Caucus Vice Chair                            | Mark Warner          | Demokrat       | Virginia       | 2017 |
| Elizabeth Warren            | Democratic Caucus Vice Chair                            | Massachusetts        | Demokrat       |                | 2017 |
|                             | Democratic Caucus Secretary                             | Tammy Baldwin        | Demokratin     | Wisconsin      | 2017 |
|                             | Republican Policy Committee Chair                       | Shelley Moore Capito | Republikanerin | West Virginia  | 2025 |
|                             | Democratic Policy Committee Chair                       | Amy Klobuchar        | Demokratin     | Minnesota      | 2025 |
|                             | National Republican Senatorial Committee Chair          | Tim Scott            | Republikaner   | South Carolina | 2025 |
|                             | Democratic Senatorial Campaign Committee Chair          | Kirsten Gillibrand   | Demokratin     | New York       | 2025 |

## Geschichte
Die Geschichte des Senats beginnt mit der Ratifikation der Verfassung der USA am 4. März 1789.
Der Senat entstand vor allem aus zwei Erwägungen: Zum einen sollte er, ähnlich dem britischen House of Lords, eine stabilisierende und mäßigende Wirkung auf die Legislative und das gesamte politische System der USA ausüben. Die Senatoren sollten dezidiert zur Oberschicht der Vereinigten Staaten gehören und gegenüber dem Repräsentantenhaus, in dem das ganze Volk vertreten und dessen aktuelle Gemütslage integriert sein sollte, eine umsichtigere, bedächtigere Grundhaltung in das Regierungssystem einbringen. Zum anderen setzten die kleineren Bundesstaaten durch, dass im Senat jeder Staat unabhängig von seiner Einwohnerzahl, Flächengröße oder Wirtschaftskraft durch die gleiche Anzahl von Senatoren vertreten wird. Ihre Hoffnung, dadurch direkten Einfluss auf die politische Zentralgewalt zu gewinnen, zerschlug sich schnell. In der Anfangszeit ernannten die Legislativen der Bundesstaaten die Senatoren: So sollte sichergestellt werden, dass es sich tatsächlich um hervorgehobene Mitglieder der Gesellschaft handelte. Die Bundesstaaten hofften so einen größeren Einfluss auf sie zu haben.
In der Geschichte des amerikanischen Kongresses hat der Senat sich vom Repräsentantenhaus zudem durch die informelleren Regeln und die damit verbundene größere Freiheit der einzelnen Senatoren unterschieden, die sich auch aus dem Ursprungsgedanken herleitete, dass der Senat eine Kammer der Deliberation und nicht des politischen Handelns bilden sollte.
Während der Senat in den frühen Jahren klar die weniger prestigeträchtige und faktisch weniger mächtige Kammer des Parlaments war, kehrte sich diese Reihenfolge ab dem frühen 19. Jahrhundert um. Durch die Auseinandersetzungen mit Präsident Andrew Jackson gewann der Senat eigenes Profil. Im Jahr 1829 begann das Senatpagen-Programm, in dem seitdem junge Menschen als Hilfskräfte zur Unterstützung der Senatsarbeit dienen.
In den Jahren vor dem Amerikanischen Bürgerkrieg war er das wichtigste Diskussionsforum zwischen den sklavenhaltenden Südstaaten und den abolitionistischen Nordstaaten. Anders als im Repräsentantenhaus waren beide Konfliktparteien im Senat etwa gleich stark repräsentiert, so dass Verhandlungen und Kompromisse notwendig wurden, auf die sich die ganze Nation dann – wenigstens zeitweise – tatsächlich einigen konnte. Wichtige damalige Kompromisse wie der Missouri-Kompromiss oder der Kompromiss von 1850 wurden primär im Senat ausgehandelt.
Nach dem Bürgerkrieg bewirkte die Freizügigkeit der internen Geschäftsordnung, dass die im Gilded Age weitverbreitete politische Korruption sich im Senat besonders ausbreiten konnte. In dieser Zeit kamen zahlreiche Fälle von Bestechungen vor, allein neun Senatoren standen deswegen vor einem Ehrengericht des Senats. Die Praxis, Senatoren zu ernennen, schlug im spannungsgeprägten Klima der Nachkriegszeit oft fehl: Insgesamt konnten 45 Senatorenposten aus 20 Staaten zeitweise nicht besetzt werden, weil die Legislative im jeweiligen Bundesstaat sich nicht einigen konnte.
Wichtige Reformen des frühen 20. Jahrhunderts wie die Einführung der Direktwahl der Senatoren durch den 17. Verfassungszusatz, die erstmalige Möglichkeit eine Debatte durch Mehrheitsbeschluss zu beenden oder die Möglichkeit, bezahlte Mitarbeiter einzustellen, sorgten für eine nachhaltige Modernisierung des Senats. In den folgenden Jahrzehnten nahm er so immer wieder eine wichtige Rolle im politischen System der USA ein. Er verhinderte den Beitritt der USA zum Völkerbund, stützte aber die gesamte Regierungspolitik Franklin D. Roosevelts (siehe etwa New Deal). Im Senat hatte Joseph McCarthy als Kommunistenverfolger der Zeit nach dem Zweiten Weltkrieg seine Machtbasis. Die großen parlamentarischen Debatten zu den Civil Rights Acts fanden hier statt, wobei die Praxis des Filibusters zu neuen Extremen getrieben wurde: Strom Thurmond hielt 1957 eine 24-Stunden-Rede, 1964 schafften es Südstaaten-Senatoren, den Civil Rights Act und geplante Sitzungen des Senats 57 Tage lang durch Dauerreden zu blockieren.